# Puccinia borealis
Puccinia borealis ist eine Ständerpilzart aus der Ordnung der Rostpilze (Pucciniales). Der Pilz ist ein Endoparasit von Alpen-Wiesenraute und Straußgräser. Symptome des Befalls durch die Art sind gelbe Rostflecken und Pusteln auf den Blattoberflächen der Wirtspflanzen. Das Verbreitungsgebiet umfasst Nordeuropa bis zu den Alpen.

## Merkmale
Puccinia borealis ist mit bloßem Auge nur anhand der auf der Oberfläche des Wirtes hervortretenden Sporenlager zu erkennen. Sie wachsen in Nestern, die als gelbliche bis braune oder schwärzliche Flecken und Pusteln auf den Blattoberflächen erscheinen.
Das Myzel von Puccinia borealis wächst wie bei allen Puccinia-Arten interzellulär und bildet Saugfäden, die in das Speichergewebe des Wirtes wachsen. Pyknien sind anscheinend nicht vorhanden. Die Aecien der Art wachsen blattunterseitig in kleinen Gruppen auf rötlichen Flecken. Sie besitzen fein punktierte Aecidiosporen 13 µm Durchmesser. Die Uredien wachsen in länglichen, orangen Haufen auf blassen Flecken. Ihre Uredosporen sind  21–30 × 18–23 µm groß, orange und stachelwarzig. Die Telien der Art wachsen in länglichen Häufchen und sind schwarz. Die Teleutosporen sind zweizellig, variabel geformt und 26–47 × 12–20 µm groß. Sie sind braun, ihre Stiele sind kurz. Die Basidien und Basidiosporen sind orange.

## Verbreitung
Puccinia borealis besitzt ein Verbreitungsgebiet, das sich über Nordeuropa und die Alpen erstreckt.

## Ökologie
Die Wirtspflanzen von Puccinia borealis sind als Haplont Alpen-Wiesenraute (Thalictrum alpinum) sowie Straußgräser (Agrostris spp.) für den Dikaryonten. Der Pilz ernährt sich von den im Speichergewebe der Pflanzen vorhandenen Nährstoffen, seine Sporenlager brechen später durch die Blattoberfläche und setzen Sporen frei. Die Art verfügt über einen Entwicklungszyklus mit Uredien, Telien und Aecidien.